# Kendall Smith
Kendall Clay Smith (San Francisco, 18 settembre 1995) è un cestista statunitense.